# Jacques Boulard
Ne doit pas être confondu avec Michel-Jacques Boulard.
Pour les articles homonymes, voir Boulard.
Jacques Boulard, né le 25 avril 1963 à Rennes (Ille-et-Vilaine), est un magistrat français, premier président de la cour d'appel de Paris depuis juillet 2022.

## Biographie

### Famille et formation
Jacques Yves Jean Henri Boulard naît le 25 avril 1963 à Rennes du mariage de Henri Boulard, magistrat, et de Marie-Madeleine Deguet,.
Après des études au lycée Pothier d'Orléans et au lycée Marie-Curie de Versailles, il poursuit des études supérieures de droit à l'université Paris-Nanterre où il obtient une maîtrise de droit. Il est ensuite admis au concours de l'École nationale de la magistrature.
Le 2 mai 1992, il épouse Katia Derocles, inspecteur divisionnaire du trésor public. De ce mariage, naissent trois garçons et deux filles.

### Carrière professionnelle
En 1988, Jacques Boulard est nommé substitut du procureur de la République près le tribunal de grande instance de Pontoise puis, en 1991, substitut à l'administration centrale du ministère de la justice. En 1995, il est nommé chef du bureau des affaires judiciaires et de la législation à la direction de la protection judiciaire de la jeunesse au ministère de la justice. En 1996, il devient chef du bureau de l'organisation judiciaire puis, en 1999, chef du bureau des mouvements des magistrats à la direction des services judiciaires. En 2001, il est promu premier substitut à l'administration centrale du ministère de la justice,.
En 2003, il est nommé président du tribunal de grande instance de Libourne, puis en 2008 de celui de Reims, en 2011 de celui de Valenciennes et en 2014 de celui de Nanterre. Le 18 janvier 2017, alors qu’il préside l’audience solennelle de rentrée du TGI de Nanterre, il s'interroge sur l'indépendance réelle des palais de justice et évoque les missions fondamentales du juge. 
Le 16 novembre 2017, il est nommé conseiller à la Cour de cassation pour exercer les fonctions de premier président de la cour d'appel de Toulouse,. Dans ses nouvelles fonctions, Jacques Boulard s'intéresse à la dématérialisation des procédures. Il constate qu'il doit faire face à une augmentation constante du nombre de dossiers avec des effectifs de magistrats et de fonctionnaires qui, eux, ne progressent pas. Il se fixe comme objectif de rendre « une justice humaine, de qualité et dans un délai raisonnable ». Il préside alors la Conférence des premiers présidents de cour d’appel et, comme tel, défend la nécessité d'« établir un état des lieux exhaustif » de la justice.
En mai 2022, le conseil supérieur de la magistrature propose son nom au poste de premier président de la cour d'appel de Paris,. Le 11 juillet 2022, il est nommé président de chambre à la Cour de cassation pour exercer les fonctions de premier président de la cour d'appel de Paris,. Entré en fonction le 1er septembre 2022 et succédant à Jean-Michel Hayat admis à faire valoir ses droits à la retraite, il est installé le 26 septembre 2022.

## Décorations
- Chevalier de la Légion d'honneur (par décret du 30 décembre 2017, au titre de « président du tribunal de grande instance de Nanterre ; 29 ans de services »)[14].
- Officier de l'ordre national du Mérite (par décret du 2 juin 2023, au titre de « président de chambre à la Cour de cassation pour exercer les fonctions de premier président de la cour d’appel de Paris »)[15].
  -  Chevalier de l'ordre national du Mérite (par décret du 14 novembre 2003, au titre de « chef de bureau au ministère ; 18 ans de services civils et militaires »)[16].